# The Barley Mow
The Barley Mow, zu Deutsch etwa „die Gerstenmahd“, ist ein englischsprachiges Volks- und Trinklied. Es besingt verschiedenste (heute teilweise veraltete) Maßeinheiten für alkoholische Getränke sowie Personen, die an ebenderen Herstellung, Vertrieb und Konsum involviert sind. Das Lied ist so konzipiert, dass der Text zunehmend zum Zungenbrecher wird. Diese Eigenschaft wird manchmal für parallele Trinkspiele genutzt.

## Singweise
Jeder Vers beginnt damit, dass zuerst einer gegebenen Sache und gleich darauf der Gerstenmahd, beziehungsweise dem Barley Mow, Glück gewünscht wird. („Here’s good luck to the […] – Good luck to the barley mow“) Anschließend folgt eine Aufzählung, wobei die eben beglückwünschte Sache stets vorne angefügt wird. („Oh, the […], half a pint, gill pot, half a gill, quarter gill, nipperkin and the brown bowl“) Da der Text dadurch mit jedem weiteren Vers um einen Begriff wächst, wird es zunehmend schwierig, diesen (fehlerfrei) zu singen.

### Beispiel
Die ersten zwei Verse können beispielsweise folgendermaßen aussehen:
Here’s good luck to the pint pot

Good luck to the barley mow

Jolly good luck to the pint pot

Good luck to the barley mow

Oh, the pint pot, half a pint, gill pot, half a gill, quarter gill, nipperkin and the brown bowl

Here's good luck, good luck, good luck to the barley mow

Here’s good luck to the quart pot

Good luck to the barley mow

Jolly good luck to the quart pot

Good luck to the barley mow

Oh, the quart pot, pint pot, half a pint, gill pot, half a gill, quarter gill, nipperkin and the brown bowl

Here's good luck, good luck, good luck to the barley mow

### Häufig verwendete Wörter
Wie viele und welche Wörter aufzuzählen sind, wird unterschiedlich gehandhabt. Der letzte Vers wird meist der Gesellschaft („the company“) gewidmet. Weitere Begriffe sind etwa:
- Pint pot – Alte Maßeinheit
- Quart pot – Alte Maßeinheit
- Half-gallon – Die halbe Gallone
- Gallon – Die (ganze) Gallone
- Half-barrel – Das halbe Fass, auch eine alte Maßeinheit
- Barrel – Das Fass, auch eine alte Maßeinheit
- Landlord – Der Gastwirt
- Landlady – Die Gastwirtin
- Daughter – Die Tochter (der Gastwirten)
- Cooper – Der Böttcher
- Brewer – Der Braumeister

## Trinkspiele
Das Singen von The Barley Mow wird manchmal mit einem Trinkspiel verbunden. So wird zum Beispiel vereinbart, dass nach jedem Versprecher ein Schluck getrunken werden muss. Eine andere Regel schreibt vor, immer nach der zweiten Zeile laut „Good luck!“ zu rufen und darauf ein Schluck zu trinken.